# Río Futaleufú
Río Futaleufú är ett vattendrag  i Chile.   Det är beläget i regionen Región de Los Lagos, i den södra delen av landet, 1 100 km söder om huvudstaden Santiago de Chile, och mynnar ut i Lago Yelcho.
I omgivningen kring Río Futaleufú växer i huvudsak blandskog och området är nästan obefolkat, med mindre än två invånare per kvadratkilometer.